# 2008年北京オリンピックの開会式

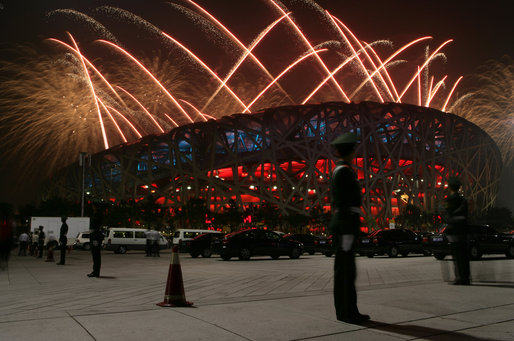
式場の「鳥の巣」

2008年北京オリンピックの開会式（2008ねんペキンオリンピックのかいかいしき）は、2008年8月8日午後8時8分8秒（CST）から北京の北京国家体育場（通称：「鳥の巣」）で行われた北京オリンピックの開会式。
日本ではこの開会式の模様をNHK総合テレビジョン及びNHK衛星第1テレビジョンにて生中継し、総合テレビの開会式平均視聴率は37.3%（瞬間最高は48.2%）で、1964年東京（61.2%）、1984年ロサンゼルス（47.9%）、1972年ミュンヘン（40.6%）に次いで歴代4位の高視聴率となった。

## 実施までの経緯
2006年、北京オリンピック組織委員会は2004年アテネオリンピックの閉会式での引き継ぎ式でも総監督を務めた中国人の張芸謀監督がチーフディレクター、振付師の張紹鋼と陳維亜がアシスタントディレクターに選定した。コスチュームディレクターにはアートディレクターの石岡瑛子が、ヴィジュアルディレクターには中国出身の現代美術家の蔡國強がそれぞれ起用されている。
同年、スティーヴン・スピルバーグ監督やクインシー・ジョーンズらを芸術顧問として選定したが、後にスピルバーグ監督らはダルフール紛争に関する中国政府の姿勢に抗議して芸術顧問を辞任した。

## 式典概要

### 式典のスタート

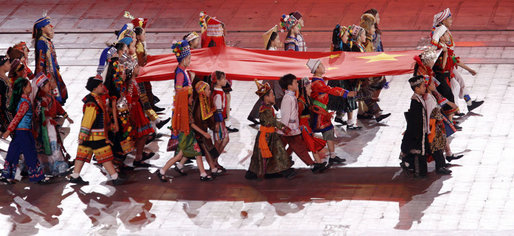
中国国旗を運ぶ中国構成各民族の衣装を着用した子供たち。

午後7時56分（CST）、競技場のスクリーンに古代中国の日時計の映像が現れると、照明が落とされた。その後電飾付きの『ほとぎ（缶）』と呼ばれる中国古代の打楽器2008台を用いたカウントダウンが始まった。缶は正方形であり、たたくと取り付けられたセンサーとLEDによって発光するようにできている。それを1004台ずつ碁盤上に並べ演奏者が叩き発光させる。開会1分前になると、1004台の缶からなる二つ長方形が演奏者の演奏による発光によって、まるで電光掲示板のように「60」「50」「40」「30」「20」「10」とカウントダウン。10秒前からは「10、十」「9、九」「8、八」「7、七」とアラビア数字と漢数字併記でカウントダウン。「1、一」が表示された直後に開会を告げる花火が打ち上げられた。その後カウントダウンをした2008人の奏者は、缶を打ちながら「有朋自遠方來不亦樂乎（朋有り遠方より来る。また楽しからずや。「論語」「学而」）」と唱和し、万邦の賓客を歓迎した。
そして「巨人が国家体育場に向かって歩いてくる」という演出で、北京市街の上空に29歩の足跡を象った花火が打ち上げられ（今回が29回目の夏季オリンピックであったことによる。ただし、放送映像は最後の1歩分のみ実写で、残りは事前に制作されたCGによる合成だったことが後日明らかにされた）、会場からも多数の花火が打ち上げられた。また、ヘリコプターからの「生中継（LIVE）」として放送されたものは実際には以前に撮影されていたものであった。
このあと、ワイヤーワークで飛天に扮したスタントマンが浮遊する中、競技場の床には輝く五輪マークが出現し、さらにそれが中空に向かって吊り上げられた。
その後、9歳の少女タレントの林妙可（:zh:）の歌唱による中国で著名な愛国歌、歌唱祖国の独唱（実際には歌声は別人の7歳の少女の楊沛宜（:zh:）による口パクであることが後日明らかになった）にあわせて中国構成各民族の衣装を着用した子供たち（ただし、大半が他民族の衣装を着用した漢民族の子供であった）が中国国旗を掲揚台前に運び、中国人民解放軍の儀仗兵に引き継がれたあと中国国歌演奏・斉唱、中国国旗掲揚が行われた。引き続き、中国の歴史・発明を主要テーマとしたアトラクションが行われた。

### アトラクション

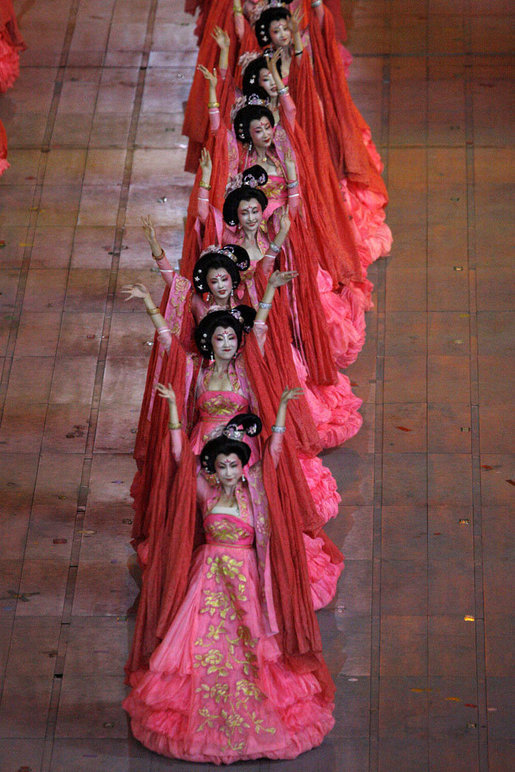
アトラクションで演技をする女性たち。

開会式のアトラクションは3時間以上に及んだが、そのうち「美しいオリンピック」を題材にした演出は後半一時間ほどであり、その大半は中国の悠久の歴史とその中で育まれた「特色ある文化」と「人類史に残る発明」を紹介するアトラクションが豪華絢爛に展開された。
張芸謀監督は、中国の数ある発明のうち「紙」に着目し、これを聖火点灯を含む開会式の軸とした。まず、会場のスクリーンに紙漉きと筆作りの様子の映像を流した後に、競技場に古琴の演奏家と巨大な紙の巻物（実際はLED）が登場。それが開くと、黒衣のダンサーが華麗に踊りながら紙の上に袖を筆にして「山水江山図」と題する山水画を描いた。
その後孔子の門弟に扮した3000人が現れ竹簡を「冊」にした巻物を広げ「四海之内皆兄弟也」と論語の一節を朗誦し再び全世界の人々の来訪を寿いだ。彼らが去ると、山水画は巻物から引き下がり、巻物があった床が開くと活版印刷の巨大活字群が登場した。活字一文字一文字の中に人が入って上下することで版面は海面のように波うち、その左右に金文、小篆、楷書で「和」の字が表示された。さらに活字群によって万里の長城が築かれると桃の花が開花し、オリンピック精神である「平和」をアピールした。そして最後に活字の上面に相当する部分が開き、活字群を動かしていた人々が顔を出すことによって、機械等で活字群を動かしていたのではなく人力であることを強調した。
続いて、京劇の孫悟空に扮した多数に囲まれて豪華な舞台が登場し、舞台上では操り人形による京劇が演じられたほか、担ぎあげられた山水画の上で絹の伝統衣装をまとった女性が優雅な舞を見せた。この「絹」の登場から「シルクロード」の東西交流を紹介するアトラクションが始まり、巻物のLEDのスクリーンには唐三彩や莫高窟の映像が映し出された後、巨大なオールを持った青年たちが登場した。彼らがオールを立てると、そこには中国のジャンク船のイラストが現れ「海のシルクロード」の紹介へと移った。巻物には青い海と青絵付けの陶磁器（英語で陶磁器はchina）と茶（teaは福建方言。chaは北方方言）の文字が映し出された。そのあと巻物には当時の世界地図が映し出され、一人のひげのない男が登場し、おもむろに高々と羅針盤を掲げた。
このような絢爛たる歴史絵巻が演じられたあと、絵巻の上で崑曲（ユネスコの無形文化遺産）の役者によって唐、宋、元、明、清の各時代の名作のさわりが演じられた。
このあと、現代に題材は移り、中国のピアニストである郎朗とその少女によって白いピアノが連弾されると、会場上空に少女によって凧が飛ばされ、それを動機に「緑のオリンピック（環境五輪）」へとテーマは移った。「天を円。地を方形」と考え「柔よく剛を制す」の理論による自然崇拝の精神のある太極拳の演武が行われると同時に、李白の詩の一節「飛流直下三千尺、疑是銀河落九天（飛流直下すること三千尺、疑うらくは銀河が九天に落つるかと）」が競技場のスクリーンに映された。
アトラクションの最後は会場地下から地球を表した巨大な球体の造形物が出現、青と緑の地球の様子を映したのち赤く輝いた。ワイヤーで吊られたスタントマンたちがその表面を歩いてみせた。さらに競技場を囲むスクリーンには世界中の子供たちの笑顔が映し出されたほか、世界中から集めた子供たちの笑顔の写真（笑顔の写真の多くはMerry Projectが提供。）がプリントされた2008本の傘が開かれた。球体の上部の特設舞台で、急遽代役として出演した劉歓とサラ・ブライトマンが北京オリンピック公式テーマ曲「我和你 (You and me)」をデュエットで歌い、アトラクションは締めくくられた。

### 選手団入場
続いてオリンピック各国代表選手団が入場行進した。この時、アトラクションで製作された巨大山水画は選手が通過するトラック上に置かれた。各国選手団は、山水画の上を通過する直前に五色の砂を足底につけて行進することになっており、モノトーンの「山水画」が入場する選手団に踏まれることで鮮やかに着色されるというフット・ペインティングが行われた。
参加国選手・役員の入場行進は、IOC（国際オリンピック委員会）の規定に従い古代オリンピック発祥の地で1896年に第1回大会を開いたギリシャで始まり、開催国の中国が最後であった。規定上その間の順序は開催国の言語に従うとなっており、国名を中国語（簡体字）表記したときの画数順となった。このため、日本の入場は23番目となった（#入場順と旗手一覧も参照）。シドニー（2000年）、アテネ（2004年）と2大会連続で続いていた韓国と北朝鮮の合同行進は、今回は行われなかった。
この時、日本の代表として出席した福田康夫首相が自国の選手に立って手を振らなかった。福田首相は開会式前も選手村で、「せいぜい頑張ってください」と激励の発言をしており、これと併せて「立って手を振らなかったのはうち（日本）の総理大臣と北朝鮮の代表だけだった」「（せいぜい、というのは）総理大臣がかける言葉と違うと思う」と批判の声も上がった。

### 開会宣言と聖火台への点灯
選手入場の後、「選手団のフットペインティング」によって完成された山水画を絨毯とした演壇に劉淇北京オリンピック組織委員会会長と、ジャック・ロゲIOC会長が立ち挨拶した。
劉淇会長は「中国でのオリンピック開催は100年ごしの夢でした」と1908年の中国の英字新聞「天津青年」のコラムに言及した（コラムには「中国は列国に伍してオリンピックに参加したい。そして中国でオリンピックを開催したい」と書かれていた。）。ロゲIOC会長は挨拶のあと、胡錦濤国家主席（総書記）に開会を宣言することを要請、これを受け胡主席による開会宣言が行われた。
続いて五輪旗が、中国のオリンピックメダリストやエベレストに初めて登頂した中国人女性などによって運ばれると、人民解放軍儀仗兵によって掲揚され、子供たちによるギリシャ語でのオリンピック賛歌の演奏、選手・審判宣誓などが行われた。選手宣誓は張怡寧、審判宣誓は黃力平が行った。
最後に聖火ランナー8名によるリレーと点火が行われた。8月9日午前0時（CST）過ぎ、ロサンゼルス五輪体操男子個人総合メダリストで最終聖火ランナーの李寧が現れ、ワイヤーで上昇した後、会場最上部の壁面に沿って聖火台へ向かう形で1周した際それまでの聖火リレーの様子と聖火のトーチなどにあしらわれた「祥雲」の文様が李寧を追う形で壁面スクリーンに映し出され、あたかも最終ランナーが鳥の巣の上にぐるりと巻物を広げていく演出がなされた。
その巻物の端に当たるように見せた紙をくるりと巻貝のように巻いた形の聖火台がスポットライトによって姿を現わすと、李寧がその下部に設置された点火ポイントから導火線状の筒を通して聖火を点灯した。同時に北京市内各所で花火が打ち上げられ、約5時間に渡る開会式は終了した。

## 天候操作
開会式当日、会場に向かって雨雲が接近しつつあったため、夕刻以降に中国当局はヨウ化銀を含んだ小型ロケット1104発を市内21カ所から発射し、会場上空に雨雲が到達する前に郊外で人工降雨を起こし雨雲を消滅させた。

## 入場順と旗手一覧
入場順はギリシャと中国を除き中国語の標準漢字（簡体字）による各国国名の最初の漢字の画数の順番である。最初の漢字の画数が同一の場合は中国における漢字部首の配列順による。なお、中華人民共和国は「中华人民共和国」ではなく「中国」表記であった。
| 順番 | 国名                                   | 中国名（日本の漢字）                         | ピン音                          | 旗手                                                             | 競技             |
| ---- | -------------------------------------- | -------------------------------------------- | ------------------------------- | ---------------------------------------------------------------- | ---------------- |
| 1    | ギリシャ (GRE)                         | 希腊（希臘）                                 | Xīlà                            | イリアス・イリアディス                                           | 柔道             |
| 2    | ギニア (GUI)                           | 几内亚（畿内亜）                             | Jīnèiyà                         | ファトマタ・フォファナ                                           | 陸上競技         |
| 3    | ギニアビサウ (GBS)                     | 几内亚比绍（畿内亜比紹）                     | Jīnèiyà Bǐshào                  | アウグスト・ミダナ                                               | レスリング       |
| 4    | トルコ (TUR)                           | 土耳其（土耳其）                             | Tǔěrqí                          | メフメト・オザル                                                 | レスリング       |
| 5    | トルクメニスタン (TKM)                 | 土库曼斯坦（土庫曼斯坦）                     | Tǔkùmànsītǎn                    | グヴァンチ・ヌルムハメドフ                                       | 柔道             |
| 6    | イエメン (YEM)                         | 也门（也門）                                 | Yěmén                           | モハメド・アル＝ヤファイー                                       | 陸上競技         |
| 7    | モルディブ (MDV)                       | 马尔代夫（馬爾代夫）                         | Mǎěrdàifū                       | アミナトゥ・ロウヤ・フセイン                                     | 水泳             |
| 8    | マルタ (MLT)                           | 马耳他（馬耳他）                             | Mǎěrtā                          | マルコン・ベッツィーナ                                           | 柔道             |
| 9    | マダガスカル (MAD)                     | 马达加斯加（馬達加斯加）                     | Mǎdájiāsījiā                    | ソロニアイナ・ラザナドラコト                                     | ボクシング       |
| 10   | マレーシア (MAS)                       | 马来西亚（馬来西亜）                         | Mǎláixīyà                       | アジズル・ハスニ・アウァン                                       | 自転車           |
| 11   | マリ (MLI)                             | 马里（馬里）                                 | Mǎlǐ                            | ダバ・モディボ・ケイタ                                           | テコンドー       |
| 12   | マラウイ (MAW)                         | 马拉维（馬拉維）                             | Mǎlāwéi                         | チャールトン・ニレンダ                                           | 水泳             |
| 13   | マケドニア共和国 (MKD)                 | 马其顿 前南斯拉夫（馬其頓 前南斯拉夫）       | Mǎqídùn                         | アタナス・ニコロヴスキ                                           | カヌー           |
| 14   | マーシャル諸島 (MHL)                   | 马绍尔群岛（馬紹爾群島）                     | Mǎshàoěr Qúndǎo                 | ワイロン・ミュラー                                               | 元レスリング選手 |
| 15   | ケイマン諸島 (CAY)                     | 开曼群岛（開曼群島）                         | Kāimàn Qúndǎo                   | ロナルド・フォーブス                                             | 陸上競技         |
| 16   | ブータン (BHU)                         | 不丹（不丹）                                 | Bùdān                           | タシ・ペルジョ                                                   | アーチェリー     |
| 17   | エクアドル (ECU)                       | 厄瓜多尔（厄瓜多爾）                         | Èguōduōěr                       | アレクサンドラ・エスコバル                                       | 重量挙げ         |
| 18   | エリトリア (ERI)                       | 厄立特里亚（厄立特里亜）                     | Èlìtélǐyà                       | シミット・スルタン・ゲブレミカエル                               | 陸上競技         |
| 19   | ジャマイカ (JAM)                       | 牙买加（牙買加）                             | Yámǎijiā                        | ベロニカ・キャンベル                                             | 陸上競技         |
| 20   | ベルギー (BEL)                         | 比利时（比利時）                             | Bǐlìshí                         | セバスチャン・ゴドフロワ                                         | セーリング       |
| 21   | バヌアツ (VAN)                         | 瓦努阿图（瓦努阿図）                         | Wǎnǔātú                         | プリシラ・トミー                                                 | 卓球             |
| 22   | イスラエル (ISR)                       | 以色列（以色列）                             | Yǐsèliè                         | ミハイル・コルガノフ                                             | カヌー           |
| 23   | 日本 (JPN)                             | 日本（日本）                                 | Rìběn                           | 福原愛                                                           | 卓球             |
| 24   | チャイニーズタイペイ (TPE)             | 中华台北（中華台北）                         | Zhōnghuá Táiběi                 | 頼聖蓉                                                           | ソフトボール     |
| 25   | 中央アフリカ (CAF)                     | 中非（中非）                                 | Zhōngfēi                        | ミレーユ・デレボナ                                               | 陸上競技         |
| 26   | 香港 (HKG)                             | 中国香港（中国香港）                         | Zhōngguó Xiānggǎng              | ワン・カンポ                                                     | 自転車           |
| 27   | ガンビア (GAM)                         | 冈比亚（岡比亜）                             | Gāngbǐyà                        | バドゥー・ジャック                                               | ボクシング       |
| 28   | ベナン (BEN)                           | 贝宁（貝寧）                                 | Bèiníng                         | ファビエンヌ・フェラーツ                                         | 陸上競技         |
| 29   | モーリシャス (MRI)                     | 毛里求斯（毛里求斯）                         | Máolǐqiúsī                      | ステファン・バックランド                                         | 陸上競技         |
| 30   | モーリタニア (MTN)                     | 毛里塔尼亚（毛里塔尼亜）                     | Máolǐtǎníyà                     | スレイマン・セバル・モクタル                                     | 陸上競技         |
| 31   | デンマーク (DEN)                       | 丹麦（丹麦）                                 | Dānmài                          | ヨアキム・オルセン                                               | 陸上競技         |
| 32   | ウガンダ (UGA)                         | 乌干达（烏干達）                             | Wūgāndá                         | ロナルド・セルゴ                                                 | ボクシング       |
| 33   | ウクライナ (UKR)                       | 乌克兰（烏克蘭）                             | Wūkèlán                         | ヤナ・クロチコワ                                                 | 水泳             |
| 34   | ウルグアイ (URU)                       | 乌拉圭（烏拉圭）                             | Wūlāguī                         | アレッハンドロ・フォリア                                         | セーリング       |
| 35   | ウズベキスタン (UZB)                   | 乌茲别克斯坦 （烏茲別克斯坦）                | Wūzībiékèsītǎn                  | ディルショッド・マクムドフ                                       | ボクシング       |
| 36   | バルバドス (BAR)                       | 巴巴多斯（巴巴多斯）                         | Bābāduōsī                       | ブラッドリー・アレイ                                             | 水泳             |
| 37   | パプアニューギニア (PNG)               | 巴布亚新几内亚（巴布亜新畿内亜）             | Bābùyà Xīn Jǐnèiyà              | ライアン・ ピニ                                                  | 水泳             |
| 38   | ブラジル (BRA)                         | 巴西（巴西）                                 | Bāxī                            | ロベルト・シャイト                                               | セーリング       |
| 39   | パラグアイ (PAR)                       | 巴拉圭（巴拉圭）                             | Bālāguī                         | ビクトル・ファテチャ                                             | 陸上競技         |
| 40   | バーレーン (BRN)                       | 巴林（巴林）                                 | Bālín                           | ロカーヤ・アル＝ガサラ                                           | 陸上競技         |
| 41   | バハマ (BAH)                           | 巴哈马（巴哈馬）                             | Bāhāmǎ                          | デビー・ファーガソン                                             | 陸上競技         |
| 42   | パナマ (PAN)                           | 巴拿马（巴拿馬）                             | Bānámǎ                          | イルビング・サラディノ                                           | 陸上競技         |
| 43   | パキスタン (PAK)                       | 巴基斯坦（巴基斯坦）                         | Bājīsītǎn                       | ゼーシャム・アシュファル                                         | ホッケー         |
| 44   | パレスチナ (PLE)                       | 巴勒斯坦（巴勒斯坦）                         | Bālèsītǎn                       | ネーダー・アルマスリ                                             | 陸上競技         |
| 45   | キューバ (CUB)                         | 古巴（古巴）                                 | Gǔbā                            | ミハイン・ロペス                                                 | レスリング       |
| 46   | ブルキナファソ (BUR)                   | 布基纳法索（布吉納法索）                     | Bùjīnà Fǎsuǒ                    | アイサマ・ソウラタ                                               | 陸上競技         |
| 47   | ブルンジ (BDI)                         | 布隆迪 （布隆迪）                            | Bùlóngdí                        | フランシーヌ・ニヨニジギエ                                       | 陸上競技         |
| 48   | 東ティモール (TLS)                     | 东帝汶（東帝汶）                             | Dōngdìwèn                       | マリアナ・ディアス・シメネス                                     | 陸上競技         |
| 49   | カタール (QAT)                         | 卡塔尔（卡塔爾）                             | Kǎtǎěr                          | ナセル・サレハ・アル＝アティヤ                                   | 射撃             |
| 50   | ルワンダ (RWA)                         | 卢旺达（盧旺達）                             | Lúwàngdá                        | パメラ・ジリンバジ                                               | 水泳             |
| 51   | ルクセンブルク (LUX)                   | 卢森堡（盧森堡）                             | Lúsēnbǎo                        | ラファエル・スタキオッティ                                       | 水泳             |
| 52   | チャド (CHA)                           | 乍得（乍得）                                 | Zhàdé                           | ヒニキッシア・アルベルティーヌ・ジケルト                         | 陸上競技         |
| 53   | ベラルーシ (BLR)                       | 白俄罗斯（白俄羅斯）                         | Báiéluósī                       | アレクサンドル・ロマンコフ                                       | フェンシング     |
| 54   | インド (IND)                           | 印度（印度）                                 | Yìndù                           | ラジャバルダン・シン・ラトール                                   | 射撃             |
| 55   | インドネシア (INA)                     | 印度尼西亚（印度尼西亜）                     | Yìndùníxīyà                     | イ・グスティ・マデ・オカ・スラクサナ                             | セーリング       |
| 56   | リトアニア (LTU)                       | 立陶宛（立陶宛）                             | Lìtáowǎn                        | シャルーナス・ヤシケヴィチュス                                   | バスケットボール |
| 57   | ニジェール (NIG)                       | 尼日尔（尼日爾）                             | Nírìěr                          | レミネ・アルホセイニ                                             | 水泳             |
| 58   | ナイジェリア (NGR)                     | 尼日利亚（尼日利亜）                         | Nírìlìyà                        | ボセ・カフォ                                                     | 卓球             |
| 59   | ニカラグア (NCA)                       | 尼加拉瓜（尼加拉瓜）                         | Níjiālāguā                      | アレクシス・アルゲリョ                                           | 元ボクシング選手 |
| 60   | ネパール (NEP)                         | 尼泊尔（尼泊爾）                             | Níbóěr                          | ディーパック・ビスタ                                             | テコンドー       |
| 61   | ガーナ (GHA)                           | 加纳（加納）                                 | Jiānà                           | ビダ・アニム                                                     | 陸上競技         |
| 62   | カナダ (CAN)                           | 加拿大（加拿大）                             | Jiānádà                         | アダム・ヴァン・コーヴァーデン                                   | カヌー           |
| 63   | ガボン (GAB)                           | 加蓬（加蓬）                                 | Jiāpéng                         | メラニー・エンゴアン                                             | 柔道             |
| 64   | サンマリノ (SMR)                       | 圣马力诺（聖馬力諾）                         | Shèng Mǎlìnuò                   | ダニエラ・デル・ディン                                           | 射撃             |
| 65   | セントビンセント・グレナディーン (VIN) | 圣文森特和格林纳丁斯（聖文森特和格林納丁斯） | Shèng Wénsēntè hé Gélínnàdīngsī | キニーク・アレクサンダー                                         | 陸上競技         |
| 66   | セントルシア (LCA)                     | 圣卢西亚（聖盧西亜）                         | Shèng Lúxīyà                    | ルバーン・スペンサー                                             | 陸上競技         |
| 67   | サントメ・プリンシペ (STP)             | 圣多美和普林西比（聖多美和普林西比）         | Shèng Duōměi hé Pǔlínxībǐ       | セルマ・ダ・グラサ・ソアレス・ボンフィン                         | 陸上競技         |
| 68   | セントクリストファー・ネイビス (SKN)   | 圣基茨和尼维斯（聖基茨和尼維斯）             | Shèng Jīcí hé Níwéisī           | バージル・ホッジ                                                 | 陸上競技         |
| 69   | ガイアナ (GUY)                         | 圭亚那（圭亜那）                             | Guīyànà                         | ニール・ロバーツ                                                 | 水泳             |
| 70   | ジブチ (DJI)                           | 吉布提（吉布提）                             | Jíbùtí                          | アーメド・サラ                                                   | 元陸上選手       |
| 71   | キルギス (KGZ)                         | 吉尔吉斯斯坦（吉爾吉斯斯坦）                 | Jíěrjísīsītǎn                   | タラント・ ジャナグロフ                                          | 柔道             |
| 72   | ラオス (LAO)                           | 老挝（老撾）                                 | Lǎowō                           | ソークサベン・トンサックスヴァ                                   | 陸上競技         |
| 73   | アルメニア (ARM)                       | 亚美尼亚（亜美尼亜）                         | Yàměiníyà                       | アルベルト・アザリヤン                                           | 体操コーチ       |
| 74   | スペイン (ESP)                         | 西班牙（西班牙）                             | Xībānyá                         | ダビド・カル                                                     | カヌー           |
| 75   | バミューダ (BER)                       | 百慕大（百慕大）                             | Bǎimùdà                         | ジリアン・テルセイラ                                             | 馬術             |
| 76   | リヒテンシュタイン (LIE)               | 列支敦士登（列支敦士登）                     | Lièzhīdūnshìdēng                | マルセル・チョップ                                               | 陸上競技         |
| 77   | コンゴ共和国 (CGO)                     | 刚果（布）（剛果（布））                     | Gāngguǒ (Bù)                    | パメラ・モウエレ・ムボウシ                                       | 陸上競技         |
| 78   | コンゴ民主共和国 (COD)                 | 刚果（金）（剛果（金））                     | Gāngguǒ (Jīn)                   | フランカ・マガリ                                                 | 陸上競技         |
| 79   | イラク (IRQ)                           | 伊拉克（伊拉克）                             | Yīlākè                          | ハムザ・アル＝ヒルフィ                                           | ボート競技       |
| 80   | イラン (IRI)                           | 伊朗（伊朗）                                 | Yīlǎng                          | ホーマ・ホッセイニ                                               | ボート競技       |
| 81   | グアテマラ (GUA)                       | 危地马拉（危地馬拉）                         | Wēidìmǎlā                       | ケビン・コルドン・ブエゾ                                         | バドミントン     |
| 82   | ハンガリー (HUN)                       | 匈牙利（匈牙利）                             | Xiōngyálì                       | ゾルタン・カメレル                                               | カヌー           |
| 83   | ドミニカ共和国 (DOM)                   | 多米尼加共和国（多米尼加共和国）             | Duōmǐníjiā Gònghéguó            | フェリックス・サンチェス                                         | 陸上競技         |
| 84   | ドミニカ国 (DMA)                       | 多米尼克（多米尼克）                         | Duōmǐníkè                       | ジェローム・ロマン                                               | 陸上競技         |
| 85   | トーゴ (TOG)                           | 多哥（多哥）                                 | Duōgē                           | ベンジャミン・ブクプティ                                         | カヌー           |
| 86   | アイスランド (ISL)                     | 冰岛（冰島）                                 | Bīngdǎo                         | エルン・アルナルソン                                             | 水泳             |
| 87   | グアム (GUM)                           | 关岛（関島）                                 | Guāndǎo                         | リカルド・ブラス・ジュニア                                       | 柔道             |
| 88   | アンゴラ (ANG)                         | 安哥拉（安哥拉）                             | Āngēlā                          | ジョアン・ヌティアンバ                                           | 陸上競技         |
| 89   | アンティグア・バーブーダ (ANT)         | 安提瓜和巴布达（安提瓜和巴布達）             | Āntíguā hé Bābùdá               | ジェームズ・グロイマン                                           | 陸上競技         |
| 90   | アンドラ (AND)                         | 安道尔（安道爾）                             | Āndàoěr                         | モントセラト・ガルシア・リバライグア                             | カヌー           |
| 91   | トンガ (TGA)                           | 汤加（湯加）                                 | Tāngjiā                         | アナ・ポーヒラ                                                   | 陸上競技         |
| 92   | ヨルダン (JOR)                         | 约旦（約旦）                                 | Yuēdàn                          | ゼイナ・シャバン                                                 | 卓球             |
| 93   | 赤道ギニア (GEQ)                       | 赤道几内亚（赤道畿内亜）                     | Chìdào Jīnèiyà                  | エミリア・ミクエ・オンド                                         | 陸上競技         |
| 94   | フィンランド (FIN)                     | 芬兰（芬蘭）                                 | Fēnlán                          | ユハ・ヒルビ                                                     | 射撃             |
| 95   | クロアチア (CRO)                       | 克罗地亚（克羅地亜）                         | Kèluódìyà                       | イヴァノ・バリッチ                                               | ハンドボール     |
| 96   | スーダン (SUD)                         | 苏丹（蘇丹）                                 | Sūdān                           | アブバケル・カキ                                                 | 陸上競技         |
| 97   | スリナム (SUR)                         | 苏里南（蘇里南）                             | Sūlǐnán                         | アンソニー・ネスティ                                             | 元水泳選手       |
| 98   | リビア (LBA)                           | 利比亚（利比亜）                             | Lìbǐyà                          | モハメド・ベン・サレー                                           | 柔道             |
| 99   | リベリア (LBR)                         | 利比里亚（利比里亜）                         | Lìbǐlǐyà                        | ジャンギー・アディー                                             | 陸上競技         |
| 100  | ベリーズ (BIZ)                         | 伯利茲（伯利茲）                             | Bólìzī                          | ジョナサン・ウィリアムス                                         | 陸上競技         |
| 101  | カーボベルデ (CPV)                     | 佛得角（仏得角）                             | Fódéjiǎo                        | ワニア・モンテイロ                                               | 体操競技         |
| 102  | クック諸島 (COK)                       | 库克群岛（庫克群島）                         | Kùkè Qúndǎo                     | サム・ペラ・ジュニア                                             | 重量挙げ         |
| 103  | サウジアラビア (KSA)                   | 沙特阿拉伯（沙特阿拉伯）                     | Shātè Ālābó                     | モハメド・サルマン・H・アル＝フワイリディ                        | 陸上競技         |
| 104  | アルジェリア (ALG)                     | 阿尔及利亚（阿爾及利亜）                     | Āěrjílìyà                       | サリム・アイレス                                                 | 水泳             |
| 105  | アルバニア (ALB)                       | 阿尔巴尼亚（阿爾巴尼亜）                     | Āěrbāníyà                       | サヒト・プリズレニ                                               | レスリング       |
| 106  | アラブ首長国連邦 (UAE)                 | 阿拉伯联合酋长国（阿拉伯連合酋長国）         | Ālābó Liánhé Qiúzhǎngguó        | マイザ・ビント・モハメッド・ビン＝ラーシド・アール＝マクトゥーム | テコンドー       |
| 107  | アルゼンチン (ARG)                     | 阿根廷（阿根廷）                             | Āgēntíng                        | エマニュエル・ジノビリ                                           | バスケットボール |
| 108  | オマーン (OMA)                         | 阿曼（阿曼）                                 | Āmàn                            | アラー・ダッド・アル・バルシ                                     | 射撃             |
| 109  | アルバ (ARU)                           | 阿鲁巴（阿魯巴）                             | Ālǔbā                           | フィデルド・ビス                                                 | 柔道             |
| 110  | アフガニスタン (AFG)                   | 阿富汗（阿富汗）                             | Āfùhàn                          | ネザル・アハメド・バハベ                                         | テコンドー       |
| 111  | アゼルバイジャン (AZE)                 | 阿塞拜疆（阿塞拜疆）                         | Āsāibàijiāng                    | ファリド・マンスロフ                                             | レスリング       |
| 112  | ナミビア (NAM)                         | 纳米比亚（納米比亜）                         | Nàmǐbǐyà                        | マニー・ヘイマンズ                                               | 自転車           |
| 113  | タンザニア (TAN)                       | 坦桑尼亚（坦桑尼亜）                         | Tǎnsāngníyà                     | ファビアン・ナッシー                                             | 陸上競技         |
| 114  | ラトビア (LAT)                         | 拉脱维亚（拉脱維亜）                         | Lātuōwéiyà                      | ワディムス・ワシレフスキス                                       | 陸上競技         |
| 115  | イギリス (GBR)                         | 英国（英国）                                 | Yīngguó                         | マーク・フォスター                                               | 水泳             |
| 116  | イギリス領ヴァージン諸島 (IVB)         | 英属维尔京群岛（英属維爾京群島）             | Yīngshǔ Wéiěrjīng Qúndǎo        | タヘシア・ハリガン                                               | 陸上競技         |
| 117  | ケニア (KEN)                           | 肯尼亚（肯尼亜）                             | Kěnníyà                         | ウィルフレッド・ブンゲイ                                         | 陸上競技         |
| 118  | ルーマニア (ROU)                       | 罗马尼亚（羅馬尼亜）                         | Luōmǎníyà                       | ヴァレリア・ベゼ                                                 | ハンドボール     |
| 119  | パラオ (PLW)                           | 帕劳（帕労）                                 | Pàláo                           | エルギン・ローレン・エルウィス                                   | レスリング       |
| 120  | ツバル (TUV)                           | 图瓦卢（図瓦盧）                             | Túwǎlú                          | ロゴナ・エサウ                                                   | 重量挙げ         |
| 121  | ベネズエラ (VEN)                       | 委内瑞拉（委内瑞拉）                         | Wēinèiruìlā                     | マリア・ソト                                                     | ソフトボール     |
| 122  | ソロモン諸島 (SOL)                     | 所罗门群岛（所羅門群島）                     | Suǒluōmén Qúndǎo                | ウェンディ・ヘール                                               | 重量挙げ         |
| 123  | フランス (FRA)                         | 法国（法国）                                 | Fǎguó                           | トニー・エスタンゲ                                               | カヌー           |
| 124  | ポーランド (POL)                       | 波兰（波蘭）                                 | Bōlán                           | マレク・トファルドフスキ                                         | カヌー           |
| 125  | プエルトリコ (PUR)                     | 波多黎各（波多黎各）                         | Bōduō Lígè                      | マクウィリアムス・アローヨ                                       | ボクシング       |
| 126  | ボスニア・ヘルツェゴビナ (BIH)         | 波斯尼亚和黑塞哥维那（波斯尼亜和黒塞哥維那） | Bōsīníyà hé Hēisègēwéinà        | アメル・メキッチ                                                 | 柔道             |
| 127  | バングラデシュ (BAN)                   | 孟加拉国（孟加拉国）                         | Mèngjiālāguó                    | ルーベル・ラナ                                                   | 水泳             |
| 128  | ボリビア (BOL)                         | 玻利维亚（玻利維亜）                         | Bōlìwéiyà                       | メナチョ・セザール                                               | 射撃             |
| 129  | ノルウェー (NOR)                       | 挪威（挪威）                                 | Nuówēi                          | ルース・カシリエ                                                 | 重量挙げ         |
| 130  | 南アフリカ (RSA)                       | 南非共和国（南非共和国）                     | Nánfēi Gònghéguó                | ナタリー・デュトワ                                               | 水泳             |
| 131  | カンボジア (CAM)                       | 柬埔寨（柬埔寨）                             | Jiǎnpǔzhài                      | ヘム・ブンティン                                                 | 陸上競技         |
| 132  | カザフスタン (KAZ)                     | 哈萨克斯坦（哈薩克斯坦）                     | Hāsàkèsītǎn                     | バフィト・アフメトフ                                             | 重量挙げ         |
| 133  | クウェート (KUW)                       | 科威特（科威特）                             | Kēwēitè                         | アブダラ・アルラシディ                                           | 射撃             |
| 134  | コートジボワール (CIV)                 | 科特迪瓦（科特迪瓦）                         | Kētè Díwǎ                       | アフエ・アマディン・アルー                                       | 陸上競技         |
| 135  | コモロ (COM)                           | 科摩罗（科摩羅）                             | Kēmóluó                         | アハマダ・フェタ                                                 | 陸上競技         |
| 136  | ブルガリア (BUL)                       | 保加利亚（保加利亜）                         | Bǎojiālìyà                      | ペーター・ストイチェフ                                           | 水泳             |
| 137  | ロシア (RUS)                           | 俄罗斯（俄羅斯）                             | Éluōsī / Éluósī                 | アンドレイ・キリレンコ                                           | バスケットボール |
| 138  | シリア (SYR)                           | 叙利亚（叙利亜）                             | Xùlìyà                          | アヘド・ジョグヒリ                                               | 重量挙げ         |
| 139  | アメリカ合衆国 (USA)                   | 美国（美国）                                 | Měiguó                          | ロペス・ロモング                                                 | 陸上競技         |
| 140  | アメリカ領ヴァージン諸島 (ISV)         | 美属维尔京群岛（美属維爾京群島）             | Měishǔ Wéiěrjīng Qúndǎo         | ジョシュ・ラバン                                                 | 水泳             |
| 141  | アメリカ領サモア (ASA)                 | 美属萨摩亚（美属薩摩亜）                     | Měishǔ Sàmóyà                   | シルル・アエトヌ                                                 | 柔道             |
| 142  | ホンジュラス (HON)                     | 洪都拉斯（洪都拉斯）                         | Hóngdūlāsī                      | ミゲル・フェレーラ                                               | テコンドー       |
| 143  | ジンバブエ (ZIM)                       | 津巴布韦（津巴布韋）                         | Jīnbābùwéi                      | ブライアン・ジンガイ                                             | 陸上競技         |
| 144  | チュニジア (TUN)                       | 突尼斯（突尼斯）                             | Tūnísī                          | アニス・チャドリー                                               | 柔道             |
| 145  | タイ (THA)                             | 泰国（泰国）                                 | Tàiguó                          | ウォラポイ・ペチコーム                                           | ボクシング       |
| 146  | エジプト (EGY)                         | 埃及（埃及）                                 | Aījí                            | カラム・イブラヒム                                               | レスリング       |
| 147  | エチオピア (ETH)                       | 埃塞俄比亚（埃塞俄比亜）                     | Aīsāiébǐyà                      | ミルツ・イフター                                                 | 陸上コーチ       |
| 148  | レソト (LES)                           | 莱索托（莱索托）                             | Láisuǒtuō                       | ソタン・マイン?                                                  | 陸上競技         |
| 149  | モザンビーク (MOZ)                     | 莫桑比克（莫桑比克）                         | Mòsāngbǐkè                      | カート・リオネル・ダ・ロッサ・コウト                             | 陸上競技         |
| 150  | オランダ (NED)                         | 荷兰（荷蘭）                                 | Hélán                           | イェルン・デルメー                                               | ホッケー         |
| 151  | オランダ領アンティル (AHO)             | 荷属安的列斯（荷属安的列斯）                 | Héshǔ Āndelièsī                 | チュランディ・マルティナ                                         | 陸上競技         |
| 152  | グレナダ (GRN)                         | 格林纳达（格林納達）                         | Gélínnàdá                       | アレイン・フランシク                                             | 陸上競技         |
| 153  | グルジア (GEO)                         | 格鲁吉亚（格魯吉亜）                         | Gélǔjíyà                        | ラメズ・ノザゼ                                                   | レスリング       |
| 154  | ソマリア (SOM)                         | 索马里（索馬里）                             | Suǒmǎlǐ                         | ドゥラン・ファラ                                                 | ボート競技       |
| 155  | コロンビア (COL)                       | 哥伦比亚（哥倫比亜）                         | Gēlúnbǐyà                       | マリア・ルイザ・カレ                                             | 自転車           |
| 156  | コスタリカ (CRC)                       | 哥斯达黎加（哥斯達黎加）                     | Gēsīdá Líjiā                    | アラン・デグラ                                                   | 陸上競技         |
| 157  | トリニダード・トバゴ (TRI)             | 特立尼达和多巴哥（特立尼達和多巴哥）         | Tèlìnídá hé Duōbāgē             | ジョージ・ボベル                                                 | 水泳             |
| 158  | ペルー (PER)                           | 秘鲁（秘魯）                                 | Bìlǔ                            | シスト・バレラ                                                   | レスリング       |
| 159  | アイルランド (IRL)                     | 爱尔兰（愛爾蘭）                             | Aìěrlán                         | キアラ・ピーロ                                                   | セーリング       |
| 160  | エストニア (EST)                       | 爱沙尼亚（愛沙尼亜）                         | Aìshāníyà                       | マーティン・パダー                                               | 柔道             |
| 161  | ハイチ (HAI)                           | 海地（海地）                                 | Hǎidì                           | ジョエル・ブリューテュス                                         | 柔道             |
| 162  | チェコ (CZE)                           | 捷克（捷克）                                 | Jiékè                           | シュチェパーンカ・ヒルゲルトバー                                 | カヌー           |
| 163  | キリバス (KIR)                         | 基里巴斯（基里巴斯）                         | Jīlǐbāsī                        | デイヴィッド・カトアタウ                                         | 重量挙げ         |
| 164  | フィリピン (PHI)                       | 菲律宾（菲律賓）                             | Fēilǜbīn                        | マニー・パッキャオ                                               | プロボクサー     |
| 165  | エルサルバドル (ESA)                   | 萨尔瓦多（薩爾瓦多）                         | Sàěrwǎduō                       | エヴァ・マリア・ディマス                                         | 重量挙げ         |
| 166  | サモア (SAM)                           | 萨摩亚（薩摩亜）                             | Sàmóyà                          | エレ・オペロゲ                                                   | 重量挙げ         |
| 167  | ミクロネシア連邦 (FSM)                 | 密克罗尼西亚联邦（密克羅尼西亜連邦）         | Mìkèluóníxīyà Liánbāng          | マヌエル・ミンギンフェル                                         | 重量挙げ         |
| 168  | タジキスタン (TJK)                     | 塔吉克斯坦（塔吉克斯坦）                     | Tǎjíkèsītǎn                     | ディルショッド・ナザロフ                                         | 陸上競技         |
| 169  | ベトナム (VIE)                         | 越南（越南）                                 | Yuènán                          | グエン・ディン・クオン                                           | 陸上競技         |
| 170  | ボツワナ (BOT)                         | 博茨瓦纳（博茨瓦納）                         | Bócíwǎnà                        | サマンサ・パキシノス                                             | 水泳             |
| 171  | スリランカ (SRI)                       | 斯里兰卡（斯里蘭卡）                         | Sīlǐ Lánkǎ                      | スサンティカ・ジャヤシンゲ                                       | 陸上競技         |
| 172  | スワジランド (SWZ)                     | 斯威士兰（斯威士蘭）                         | Sīwēishìlán                     | テマランゲニ・ドラミニ                                           | 陸上競技         |
| 173  | スロベニア (SLO)                       | 斯洛文尼亚（斯洛文尼亜）                     | Sīluòwénníyà                    | ウルスカ・ジョルニル                                             | 柔道             |
| 174  | スロバキア (SVK)                       | 斯洛伐克（斯洛伐克）                         | Sīluòfákè                       | エレーナ・カリスカ                                               | カヌー           |
| 175  | ポルトガル (POR)                       | 葡萄牙（葡萄牙）                             | Pútáoyá                         | ネルソン・エボラ                                                 | 陸上競技         |
| 176  | 韓国 (KOR)                             | 韩国（韓国）                                 | Hánguó                          | 蔣盛晧                                                           | 柔道             |
| 177  | フィジー (FIJ)                         | 斐济（斐済）                                 | Fěijì                           | マケレシ・ブリキオボ                                             | 陸上競技         |
| 178  | カメルーン (CMR)                       | 喀麦隆（喀麦隆）                             | Kāmàilóng                       | フランク・モウッシマ                                             | 柔道             |
| 179  | モンテネグロ (MNE)                     | 黑山（黒山）                                 | Hēishān                         | ヴェリコ・ウスココビッチ                                         | 水球             |
| 180  | 北朝鮮 (PRK)                           | 朝鲜（朝鮮）                                 | Cháoxiǎn                        | パン・ムンイル                                                   | 陸上競技         |
| 181  | チリ (CHI)                             | 智利（智利）                                 | Zhìlì                           | フェルナンド・ゴンサレス                                         | テニス           |
| 182  | オーストリア (AUT)                     | 奥地利（奥地利）                             | Aòdìlì                          | ハンス＝ペーター・シュタイナッハー                               | セーリング       |
| 183  | ミャンマー (MYA)                       | 缅甸（緬甸）                                 | Miǎndiàn                        | フォン・ミン・タイザ                                             | カヌー           |
| 184  | スイス (SUI)                           | 瑞士（瑞士）                                 | Ruìshì                          | ロジャー・フェデラー                                             | テニス           |
| 185  | スウェーデン (SWE)                     | 瑞典（瑞典）                                 | Ruìdiǎn                         | クリスチャン・オルソン                                           | 陸上競技         |
| 186  | ナウル (NRU)                           | 瑙鲁（瑙魯）                                 | Nǎolǔ                           | イッテ・デテナモ                                                 | 重量挙げ         |
| 187  | モンゴル (MGL)                         | 蒙古（蒙古）                                 | Mēnggǔ                          | マクガル・バヤジャフラン                                         | 柔道             |
| 188  | シンガポール (SIN)                     | 新加坡（新加坡）                             | Xīnjiāpō                        | リ・ジャウェイ                                                   | 卓球             |
| 189  | ニュージーランド (NZL)                 | 新西兰（新西蘭）                             | Xīn Xīlán                       | マヘ・ドライスデール                                             | ボート競技       |
| 190  | イタリア (ITA)                         | 意大利（意大利）                             | Yìdàlì                          | アントニオ・ロッシ                                               | カヌー           |
| 191  | セネガル (SEN)                         | 塞内加尔（塞内加爾）                         | Sāinèijiāěr                     | ビネタ・ディエディオウ                                           | テコンドー       |
| 192  | セルビア (SRB)                         | 塞尔维亚（塞爾維亜）                         | Sāiěrwéiyà                      | ヤスナ・セカリッチ                                               | 射撃             |
| 193  | セーシェル (SEY)                       | 塞舌尔（塞舌爾）                             | Sàishéěr                        | ジョージ・カピードン                                             | バドミントン     |
| 194  | シエラレオネ (SLE)                     | 塞拉利昂（塞拉利昂）                         | Sàilā Lìáng                     | ソロモン・バヨフ                                                 | 陸上競技         |
| 195  | キプロス (CYP)                         | 塞浦路斯（塞浦路斯）                         | Sāipǔlùsī                       | ゲオルギ・アキレオス                                             | 射撃             |
| 196  | メキシコ (MEX)                         | 墨西哥（墨西哥）                             | Mòxīgē                          | パオラ・エスピノサ                                               | 飛込競技         |
| 197  | レバノン (LIB)                         | 黎巴嫩（黎巴嫩）                             | Líbānèn                         | ジアド・リチャ                                                   | 射撃             |
| 198  | ドイツ (GER)                           | 德国（徳国）                                 | Déguó                           | ダーク・ノヴィツキー                                             | バスケットボール |
| 199  | モルドバ (MDA)                         | 摩尔多瓦（摩爾多瓦）                         | Móěrduōwǎ                       | ニコライ・セバーン                                               | レスリング       |
| 200  | モナコ (MON)                           | 摩纳哥（摩納哥）                             | Mónàgē                          | マシアス・レイモンド                                             | ボート競技       |
| 201  | モロッコ (MAR)                         | 摩洛哥（摩洛哥）                             | Móluògē                         | アブデルカデル・カダ                                             | 陸上競技         |
| 202  | オーストラリア (AUS)                   | 澳大利亚（澳大利亜）                         | Aòdàlìyà                        | ジェームズ・トムキンス                                           | ボート競技       |
| 203  | ザンビア (ZAM)                         | 赞比亚（賛比亜）                             | Zànbǐyà                         | ハスティングス・ブワルヤ                                         | ボクシング       |
| 204  | 中国 (CHN)                             | 中国（中国）                                 | Zhōngguó                        | 姚明                                                             | バスケットボール |

## 各国首脳の出席

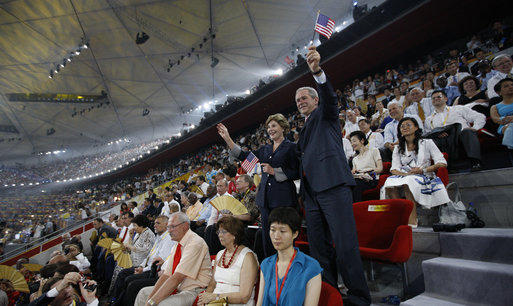
各国要人席でアメリカ選手団に手を振るジョージ・W・ブッシュ大統領とローラ夫人

100人を超える国家元首・首相・各国要人が開会式に出席した。開会式に出席した国家元首の数はオリンピック史上最多となる。

### 出席した国家元首・首相・各地域首長の一覧
- アフガニスタン - ハーミド・カルザイ（大統領）
- アルバニア - サリ・ベリシャ（首相）
- アルジェリア - アブデルアジズ・ブーテフリカ（大統領）
- アンドラ - アルベール・ピンタット（首相）
- アンゴラ - ジョゼ・エドゥアルド・ドス・サントス（大統領）
- アルメニア - セルジ・サルキシャン（首相）
- オーストラリア - ケビン・ラッド（首相）
- アゼルバイジャン - イルハム・アリエフ（大統領）
- ベラルーシ - アレクサンドル・ルカシェンコ（大統領）
- ボスニア・ヘルツェゴビナ - ハリス・シラジッチ（大統領評議会議長）
- ブラジル - ルイス・イナシオ・ルーラ・ダ・シルヴァ（大統領）
- ブルネイ - ハサナル・ボルキア（国王）
- ブルガリア - ゲオルギ・パルヴァノフ（大統領）
- ブルンジ - ピエール・ンクルンジザ（大統領）
- カンボジア - ノロドム・シハモニ（国王）
- チャド - ユースーフ・サレハ・アッバス（首相）
- 中国 - 胡錦濤（国家主席・総書記）、温家宝（国務院総理）
- コンゴ民主共和国 - ジョゼフ・カビラ（大統領）
- クック諸島 - フレデリック・グッドウィン（総督）
- クロアチア - スティエパン・メシッチ（大統領）
- キプロス - ディミトリス・フリストフィアス（大統領）
- ジブチ - ディレタ・モハメド・ディレタ（首相）
- フィジー - ジョサイア・ヴォレンゲ・バイニマラマ（首相）
- フィンランド - マッティ・ヴァンハネン（首相）
- フランス - ニコラ・サルコジ（大統領）
- ガボン - オマール・ボンゴ・オンディンバ（大統領）
- ガーナ - ジョン・アジェクム・クフォー（大統領）
- グアム - フェリックス・カマチョ（グアム準州知事）[23]
- ギニア - アフメド・ティジャンヌ・スマレ（首相）
- 香港 - 曽蔭権（行政長官）
- アイスランド - オラフル・ラグナル・グリムソン（大統領）
- イスラエル - シモン・ペレス（大統領）
- 日本 - 福田康夫（内閣総理大臣）
- 東京都 - 石原慎太郎（東京都知事）[24][25]
- カザフスタン - ヌルスルタン・ナザルバエフ（大統領）
- 北朝鮮 - 金永南（最高人民会議常任委員長）
- 韓国 - 李明博（大統領）
- キルギス - クルマンベク・バキエフ（大統領）
- ラトビア - ヴァルディス・ザトレルス（大統領）
- ラオス - チュンマリー・サイニャソーン（大統領）
- ルクセンブルク - アンリ（大公）
- マダガスカル - マーク・ラヴァルマナナ（大統領）
- マリ - アマドゥ・トゥマニ・トゥーレ（大統領）
- モーリシャス - アヌルード・ジュグノート（大統領）
- マレーシア - ミザン・ザイナル・アビディン（国王）
- ミクロネシア連邦 - マニー・モリ（大統領）
- モナコ - アルベール2世（大公）
- モンゴル - ナンバリーン・エンフバヤル（大統領）
- モンテネグロ - フィリップ・ヴヤノヴィッチ（大統領）
- モザンビーク - アルマンド・ゲブーザ（大統領）
- ミャンマー - テイン・セイン（首相）
- オランダ - ヤン・ペーター・バルケネンデ（首相）
- ニュージーランド - アナンド・サティアナンド（総督）
- ノルウェー - ハーラル5世（国王）
- パキスタン - ユースフ・ラザー・ギーラーニー（首相）
- フィリピン - グロリア・マカパガル・アロヨ（大統領）
- ルーマニア - トライアン・バセスク（大統領）
- ロシア - ウラジーミル・プーチン（首相、元・大統領）
- サモア - トゥイアトゥア・トゥプア・タマセセ・エフィ（国家元首）
- サンマリノ - ローザ・ザッフェラーニ（執政）、フェデリコ・ペディーニ・アマーティ（同）
- セルビア - ボリス・タディッチ（大統領）
- セーシェル - ジェイムス・ミッシェル（大統領）
- シンガポール - リー・クアンユー（顧問相、元・首相）
- スロバキア - イヴァン・ガシュパロヴィッチ（大統領）
- スリランカ - マヒンダ・ラージャパクサ（大統領）
- スウェーデン - フレドリック・ラインフェルト（首相）
- スイス - パスカル・クシュパン（連邦参事）
- タジキスタン - エモマリ・ラフモン（大統領）
- タイ - サマック・スントラウェート（首相）
- 東ティモール - ジョゼ・ラモス＝ホルタ（大統領）
- トルクメニスタン - グルバングル・ベルディムハメドフ（大統領）
- ウクライナ - ヴィクトル・ユシチェンコ（大統領）
- アメリカ合衆国 - ジョージ・W・ブッシュ（大統領）、ジョージ・H・W・ブッシュ（元・大統領）
- ウズベキスタン - イスラム・カリモフ（大統領）
- バヌアツ - カルコット・マタスケレケレ（大統領）、ハム・リニ（首相）
- ベトナム - グエン・ミン・チェット（国家主席）

これらの他に、皇太子・外務大臣・与党総裁などが出席した国も多く、イギリスのトニー・ブレアやドイツのゲルハルト・シュレーダーのような首相経験者も出席した。

## 開会式リハーサル映像流出問題
開催まであと10日となった2008年7月29日、韓国のSBSテレビが北京五輪のメイン会場である北京国家体育場で実施された開会式のリハーサルの模様を特ダネとして放映、国家体育場前にいたキャスターが聖火台への点火場面を説明するなどし、本来は10人程度しか知らない聖火台の形まで漏れることとなった。この映像は、7月30日にはYouTubeにもアップロードされ、最高機密でもある開会式の様子を放映したことから、一部の中国サイトでは韓国が強烈に非難された。
SBSテレビは、7月31日に組織委に正式に謝罪するとともにウェブサイトに掲載した関連映像も削除したと弁明した。
この一連の映像漏洩により、北京オリンピックの放送を主管する北京オリンピック放送有限公司（BOB）は8月6日、SBSに対する制裁として開会式中はスタジアム内への自社テレビカメラ持ち込みを禁止する措置を取った。